# تشاك كود
تشاك كود (بالإنجليزية: Chuck Codd)‏ هو مدرب كرة قدم ولاعب كرة قدم أمريكي، ولد في 1967 في توررانسي في الولايات المتحدة. لعب مع شيكاغو فاير.